# Zlaté
Zlaté este o comună slovacă, aflată în districtul Bardejov din regiunea Prešov. Localitatea se află la altitudinea de 389 m deasupra n.m., se întinde pe o suprafață de 14,34 km2 și în 2017 număra 772 de locuitori.

## Istoric
Localitatea Zlaté este atestată documentar din 1355.

## Demografie
| An:                | 1994 | 2004   | 2014  | 2024   |
| ------------------ | ---- | ------ | ----- | ------ |
| Număr de persoane: | 724  | 750    | 756   | 771    |
| Diferență:         |      | +3,59% | +0,8% | +1,98% |

| An:                | 2023 | 2024   |
| ------------------ | ---- | ------ |
| Număr de persoane: | 760  | 771    |
| Diferență:         |      | +1,44% |